# Canary Wharf

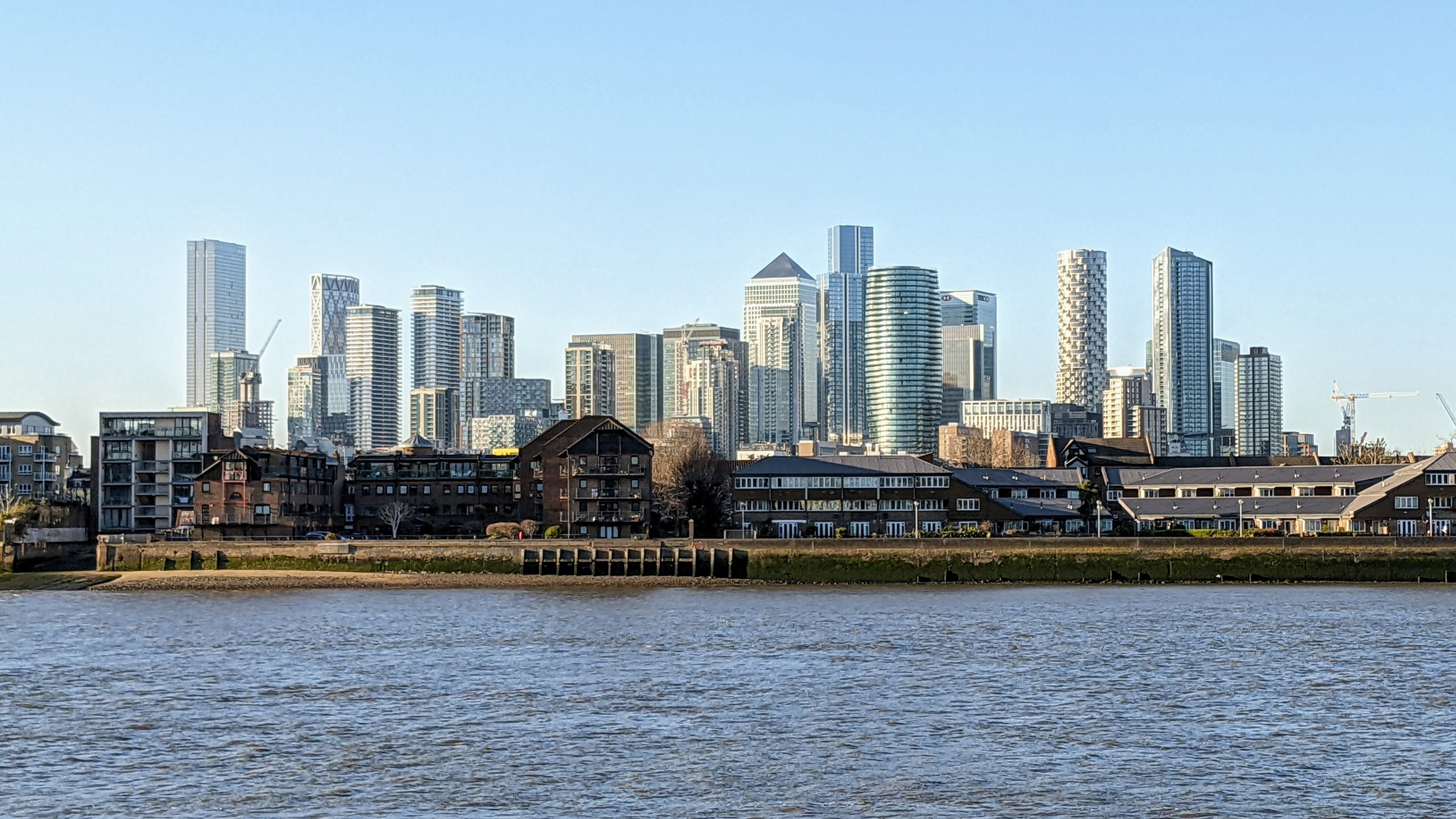
Canary-Wharf-Komplex von Greenwich aus gesehen

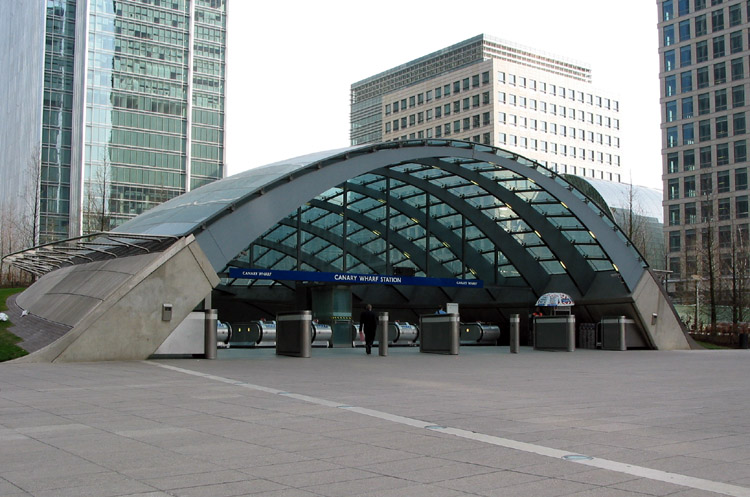
U-Bahn-Station Canary Wharf

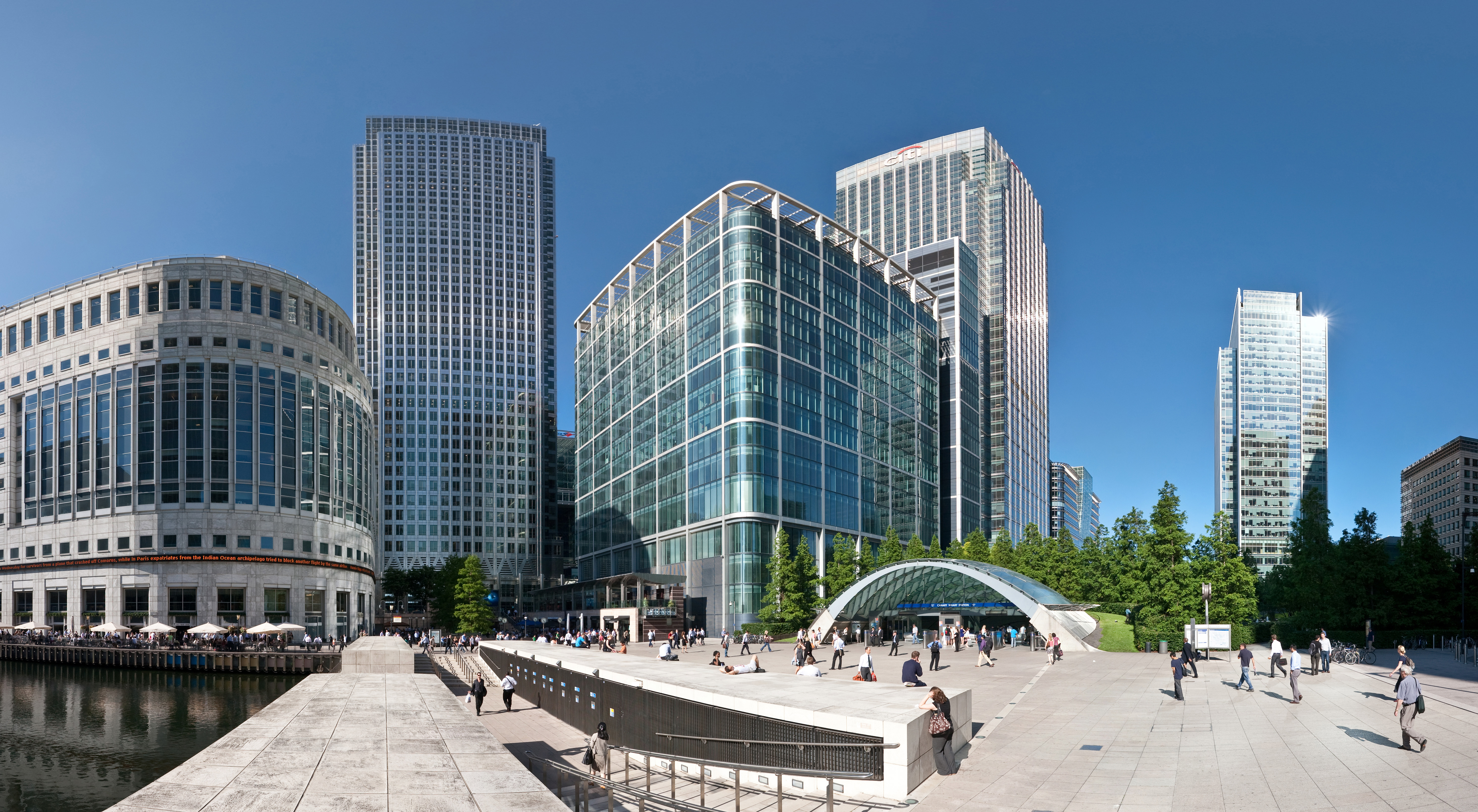
Ein knapp 180°-Blick über Canary Wharf während der Mittagszeit im Juli 2009

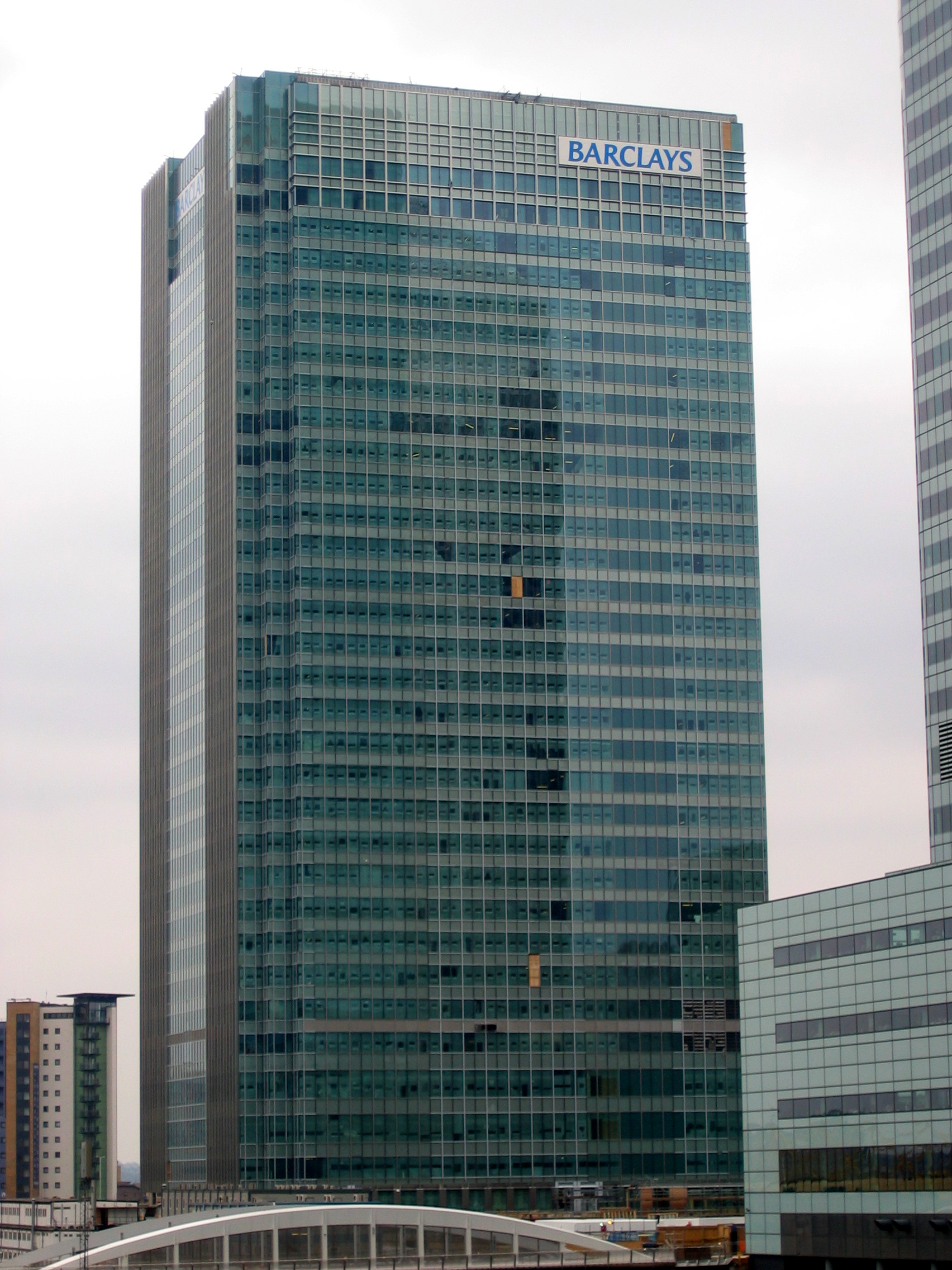
Hauptsitz der Barclays Bank

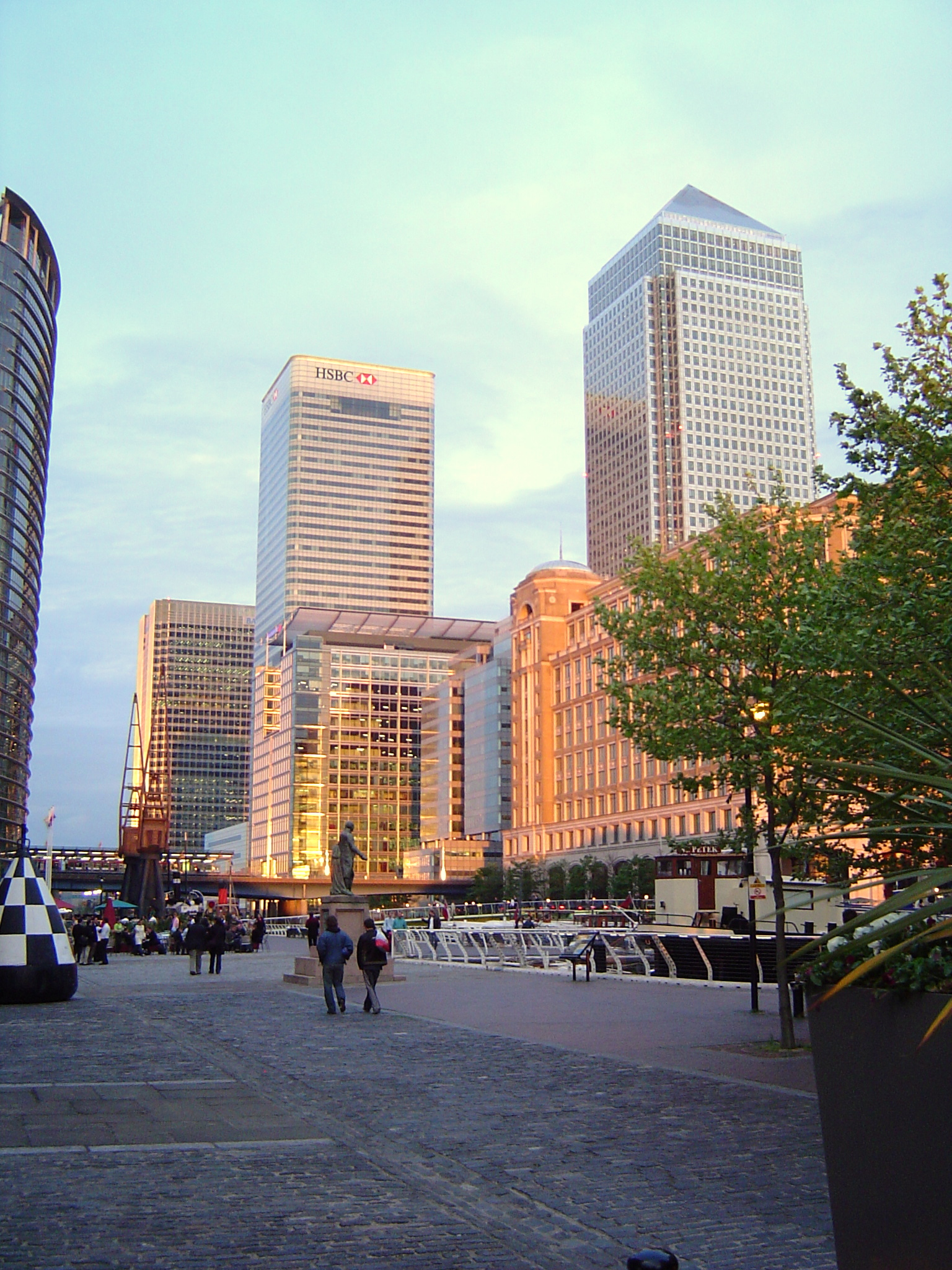
One Canada Square (rechts) und HSBC Tower

Canary Wharf (dt. „Kanaren-Kai“) ist ein Bürogebäudekomplex auf der Isle of Dogs im Londoner Stadtbezirk Tower Hamlets. Er befindet sich im Herzen der Docklands, dem ehemaligen Hafengebiet der britischen Hauptstadt. Canary Wharf steht in Konkurrenz zum historisch gewachsenen Finanzzentrum in der City of London. Hier stehen drei der höchsten Gebäude des Vereinigten Königreichs, One Canada Square, HSBC Tower und Citigroup Centre.

## Wirtschaftszentrum
Zu den Unternehmen, die sich in Canary Wharf niedergelassen haben, gehören Finanzinstitute wie Credit Suisse, HSBC, Citigroup, Morgan Stanley, Bank of America und Barclays. Auch bedeutende Medienunternehmen haben hier ihre Hauptsitze, darunter The Daily Telegraph, The Independent, Thomson Reuters und der Daily Mirror. Ebenfalls hier vertreten sind der Europa-Hauptsitz von Texaco, der Hauptsitz von Clifford Chance, eine der weltweit größten Anwaltssozietäten, sowie das Wirtschaftsprüfungsunternehmen KPMG. Bis zum Brexit war hier auch der Sitz der Europäischen Bankenaufsichtsbehörde (EBA).
Zu Beginn des Jahres betrug die offizielle Zahl der hier arbeitenden Angestellten 78.000, wovon 25 Prozent in den fünf umliegenden Stadtbezirken leben. Canary Wharf entwickelt sich auch immer mehr zu einem teuren und exklusiven Einkaufsviertel, insbesondere nach der Eröffnung des Jubilee-Place-Einkaufszentrums im Jahr 2004. Es gibt über 200 Läden mit mehr als 4.500 Verkaufsangestellten. Jede Woche gehen rund 500.000 Personen hierhin zum Einkaufen.
Canary Wharf verfügt über eine ausgezeichnete Anbindung an das Netz des öffentlichen Nahverkehrs. Seit 1991 hält an der Station Canary Wharf (DLR) die vollautomatische Stadtbahn Docklands Light Railway. 1999 wurde die Jubilee Line der London Underground eröffnet, die in der gleichnamigen, aber räumlich getrennten Station Canary Wharf (London Underground) hält, und 2022 wurde der Verkehr auf der neuen Elizabeth Line (Crossrail) aufgenommen. Der Flughafen London City liegt nur ein paar Kilometer östlich und kann mit regelmäßig verkehrenden Bussen, Taxis und mit der DLR in unter 15 Minuten erreicht werden. Vom Canary Wharf Pier aus stellen Schiffe auf der Themse weitere Verbindungen in Richtung Innenstadt her; die Thames Clippers verkehren unter der Woche alle 20 Minuten.

## Geschichte
Canary Wharf war einst der Standort von Lagerhäusern inmitten der Docks. Der Name leitet sich ab vom Seehandel mit den Kanarischen Inseln, der von hier aus abgewickelt wurde. Während des 19. Jahrhunderts lagen hier die West India Docks, einer der verkehrsreichsten Häfen der Welt. In den 1960er Jahren setzte der Verfall der Hafen- und Industrieanlagen ein. Nachdem im Jahr 1980 das letzte Dock geschlossen worden war, beschloss die britische Regierung im Jahr 1981 ein Programm, mit dem ein 21 km² großes Gebiet neu belebt werden sollte. Um das Projekt zu koordinieren, wurde die Entwicklungsgesellschaft „London Docklands Development Corporation“ gegründet. In den ersten Jahren ließen sich hier Betriebe der Leichtindustrie nieder, der größte Mieter in Canary Wharf war ein TV-Produktionsstudio.
1984 besuchte Michael von Clemm, der Vorsitzende der Investmentbank Credit Suisse, im Auftrag eines Kunden die Docklands, um nach einem Standort für einen Lebensmittelverarbeitungsbetrieb Ausschau zu halten. Er war sich auch bewusst, dass die Büros der Bank in der City of London zu klein waren, vor allem im Hinblick auf die bevorstehende Deregulierung der Finanzmärkte im Jahr 1986. Von Clemm hatte die Idee, das Gebiet für Bürobauten zu nutzen. Allerdings war eine kritische Masse notwendig, um das ganze Vorhaben überhaupt rentabel werden zu lassen. Entsprechende Pläne wurden zusammen mit dem Unternehmen Morgan Stanley präsentiert, später allerdings wieder zu den Akten gelegt. Als 1987 die Docklands Light Railway eröffnet wurde, hatte man in Canary Wharf keine Station errichtet, da man nicht mit einer Entwicklung des Gebiets rechnete.
1988 übernahm das vom Immobilienunternehmer Paul Reichmann geleitete kanadische Unternehmen Olympia and York (O&Y) das Projekt und brachte es zur Baureife. Die Bauarbeiten begannen im selben Jahr, die erste Phase war 1992 abgeschlossen. O&Y, das auch das World Financial Center in New York gebaut hatte, verpflichtete sich, die Hälfte der Kosten für die geplante Verlängerung der Jubilee Line zu übernehmen. Zu Beginn der 1990er Jahre brach der weltweite Immobilienmarkt ein. Die Nachfrage nach Büroräumlichkeiten ging stark zurück und O&Y ging 1992 bankrott. Die obere Hälfte des Wolkenkratzers One Canada Square blieb ohne Mieter, Canary Wharf wurde zum Symbol der Immobilienkrise.
Im Februar 1996 explodierte in der Nähe von Canary Wharf an der Station South Quay der DLR eine Autobombe der IRA. Zwei Menschen wurden getötet, 39 verletzt. Es entstand dabei ein Sachschaden von 85 Millionen Pfund.
Im Dezember 1995 kaufte ein internationales Konsortium unter Vorsitz von Paul Reichmann das Gelände. Damals waren hier rund 13.000 Arbeitsplätze angesiedelt, doch noch immer stand über die Hälfte der vorhandenen Büroliegenschaften leer. Ein wichtiges Ereignis für die Wiederbelebung des Projekts Canary Wharf war der Baubeginn der Jubilee Line, der mehrmals verschoben worden war. Von da an betrachteten Unternehmen das Gebiet zunehmend als Alternative zu den traditionellen Geschäftszentren. Die zunehmende Nachfrage ermöglichte neben der Fertigstellung der zurückgestellten Bauabschnitte auch die Realisierung zusätzlicher Projekte. Im März 2004 wurde die Betriebsgesellschaft Canary Wharf Group plc durch das von Morgan Stanley angeführte Investorenkonsortium Songbird Estates übernommen. Im Jahr 2004 belegten 70 Prozent der Büroflächen in Canary Wharf Banken.
Im Jahr 2014 wurde die erste bauliche Erweiterung seit der Finanzkrise 2008 genehmigt. Das am östlichen Ende der Canary Wharf befindliche Projekt Wood Wharf umfasst eine Fläche von 4,9 Millionen Quadratfuß, worauf insgesamt 30 Gebäude entstehen sollen. Als Herzstück soll der vom Schweizer Architekturbüro Herzog & de Meuron entworfene, 211 Meter und 57 Stockwerke hohe zylinderförmige Wohnturm errichtet werden.
Stand 2020 ist die Canary Wharf Group im Besitz des katarischen Staatsfonds und der kanadischen Immobiliengesellschaft Brookfield Properties.
Im Zuge der COVID-19-Pandemie zu Beginn des 2020er Jahrzehnts verkleinerten auch die in Canary Wharf ansässigen Unternehmen ihre Büroflächen und lagerten Arbeiten und Mitarbeiter ins Homeoffice aus. In den 2020er Jahren kündigten viele große Unternehmen (darunter die Großbank HSBC, Moody’s, Clifford Chance) an, aus Canary Wharf auszuziehen. Der Exodus führt dazu, dass viele Gebäude enorm an Wert verloren. Gleichzeitig siedelten sich vermehrt Bars, Restaurants, Clubs, Fitness- und Freizeitcenter und andere kleinere Unternehmen wie Start-Ups in Canary Wharf an. In Wood Wharf wurden und werden Stand 2024 Appartmentkomplexe für mehr als 7000 Menschen gebaut.

## Vorkommen in der Popkultur
In der Serie Doctor Who befindet sich im Bürokomplex das fiktive Torchwood-Institut, das im Finale der zweiten Staffel im Kampf gegen die Daleks und Cybermen zerstört wird. Die Ereignisse nach dieser Schlacht werden im Spin Off Torchwood erzählt.